# 李天馥
李天馥（1635年—1699年），字湘北，號容齋，河南歸德府永城縣籍，南直隸廬州府合肥縣人，清朝政治人物、詩人。

## 生平
李天馥自幼聰穎，七歲能詩。順治十四年（1657年）丁酉科河南鄉試舉人，十五年（1658年）戊戌科進士。選翰林院庶吉士，散館授檢討，丁父憂歸里。服闋，起復原職，康熙十一年（1672年）升國子監司業，十四年（1675年）升侍講學士，十五年（1676年）升詹事府少詹事，充日講起居注官，十六年（1677年）升內閣學士，充經筵講官，二十年（1681年）升戶部左侍郞，二十三年（1684年）改吏部左侍郎，二十七年（1688年）升工部尚書，同年改兵部尚書，三十年（1691年）改吏部尚書，三十一年（1692年）拜武英殿大學士。
康熙三十二年（1693年）生母瞿太夫人逝世，丁憂歸里。服闋，三十四年（1695年）召還入閣。三十八年（1699年）卒，諡文定。《清史稿》有傳。

## 家族
先世來自湖廣黃岡，先祖李英為遷廬州始祖，明朝洪武初年以軍功授世襲廬州衛指揮僉事。曾祖李應元；祖父李長庚；父李萬化。嫡母張氏；生母瞿氏。李萬化有三子，李天馥為長子，二弟李天䭲，三弟李天馟。子李孚青，翰林院編修，丁父憂歸里，不再出仕。

## 遺跡
李天馥為母守喪處“孝子墩古墓”（在今長豐縣）為安徽省重點文物保護單位。

## 著作
李天馥擅詩文，著有《容齋千首詩》。

## 外部連結
- 李天馥 中国长丰

| 官衔          | 官衔                                                                                  | 官衔          |
| ------------- | ------------------------------------------------------------------------------------- | ------------- |
| 前任： 張玉書 | 兵部漢尚書 康熙二十七年十二月己酉－康熙三十年六月乙卯 （1689年1月1日－1691年6月26日） | 繼任： 杜臻   |
| 前任： 張士甄 | 吏部漢尚書 康熙三十年六月乙卯－康熙三十一年十月庚辰 （1691年6月26日－1692年11月7日）  | 繼任： 熊賜履 |